# Hyalonema validum
Hyalonema validum är en svampdjursart som beskrevs av Schulze 1904. Hyalonema validum ingår i släktet Hyalonema och familjen Hyalonematidae. Inga underarter finns listade i Catalogue of Life.